# Anielin (powiat zgierski)
Anielin – wieś w Polsce położona w województwie łódzkim, w powiecie zgierskim, w gminie Stryków.
| SIMC    | Nazwa              | Rodzaj    |
| ------- | ------------------ | --------- |
| 0415824 | Kazimierzów        | część wsi |
| 0415830 | Warszewice-Polesie | część wsi |

W latach 1975–1998 miejscowość należała administracyjnie do ówczesnego województwa łódzkiego.